# Узагальнений евристичний метод
Узагальнений евристичний метод пошуку нових технічних рішень запропонований О. І. Половінкіним.
Мета методу — знаходження рішення творчих інженерних задач шляхом використання лінійної послідовності приписів, призначених для обробки інформації. Суть методу полягає в постановці та вирішенні задач технічної творчості шляхом застосування поширених інформаційних баз, процедур обробки інформації та порядку їх виконання. Порядок дій такий: використання інформаційної бази; підготовка та опрацювання інформації; пошук нових, більш ефективних технічних рішень.